# Kauaʻi
Kauaʻi (Aussprache [kɐˈwɐʔi]), deutsch auch Kauai, ist eine der acht Hauptinseln von Hawaiʻi und mit einem Alter von ungefähr sechs Millionen Jahren die älteste Insel des Archipels. Aufgrund ihrer üppigen Vegetation wird sie auch als die Garteninsel bezeichnet. Auf einer Fläche von knapp 1435 km² bietet sie eine Vielfalt von Landschaftsformen und beherbergt etwa 73.000 Einwohner. Die Inselhauptstadt ist Līhuʻe mit 8000 Einwohnern, die größte Stadt ist jedoch Kapaʻa mit 11.650 Einwohnern. Höchster Punkt der Insel ist der Kawaikini mit 1598 m.
Das Gebiet um den 1569 m hohen Waiʻaleʻale ist mit durchschnittlich 11.684 mm Jahresniederschlag einer der regenreichsten Punkte der Erde. Mehr Niederschlag fällt im Durchschnitt nur in Mawsynram, Meghalaya in Indien (11.873 mm). Angesichts der unterschiedlichen Zeiten, für die dieser jährliche Durchschnitt jeweils ermittelt worden ist, gibt es eine Kontroverse über den regenreichsten Punkt der Erde, die je nach Wahl der Parameter den Waiʻaleʻale, Mawsynram oder Cherrapunji (11.430 mm) als Sieger hervorgehen lässt.
Touristische Zentren Kauaʻis sind die Orte Kapaʻa, Princeville und Poʻipū, als „Kunsthauptstadt“ der Insel gilt Hanapepe.

## Geographie
Die gezackten und üppig bewachsenen Klippen im Norden von Kauaʻi (Nā Pali-Küste) stehen im starken Kontrast zu der trockeneren Westseite, die durch den Waimea Canyon geprägt ist (der auch als Grand Canyon des Pazifik bezeichnet wird). Der Großteil der Küste wird von Sandstränden mit Korallenriffen umsäumt. Der Leuchtturm Kīlauea Point Lighthouse aus dem Jahre 1913 befindet sich auf steilen Klippen, die heute zum Teil ein Vogelschutzgebiet bilden, in dem Albatrosse, Tölpel und Fregattvögel brüten. Dem Leuchtturm vorgelagert ist das kleine Eiland Mokuʻaeʻae.
Poʻipū an der sonnigen, regenarmen Südseite ist die wichtigste Urlaubsregion mit Hotelanlagen und Ferienwohnungen. Dort befindet sich auch Spouting Horn, eine im Meer endende Lavaröhre, die bei ausreichendem Wellengang ein geysirähnliches Naturschauspiel bietet.
Im flachen Hanalei-Tal wird vor allem Taro angebaut. Auf Kauaʻi befindet sich der Wailua River, der einzig schiffbare Fluss Hawaiis. In der Nähe von Kekaha, im äußersten Westen der Insel, am Ende des Highway 50 (Route 50) beginnt der naturbelassene Strand Polihale, eine wüstenhaft trockene Dünenlandschaft. Er ist mit 24 km der längste Strand von Hawaii. Eine Besonderheit stellt dort der „bellende Strand“ Barking Sands Beach dar. Der im Nordwesten gelegene Hanakapiʻai Beach gehört ebenfalls zu den schönsten der Insel.

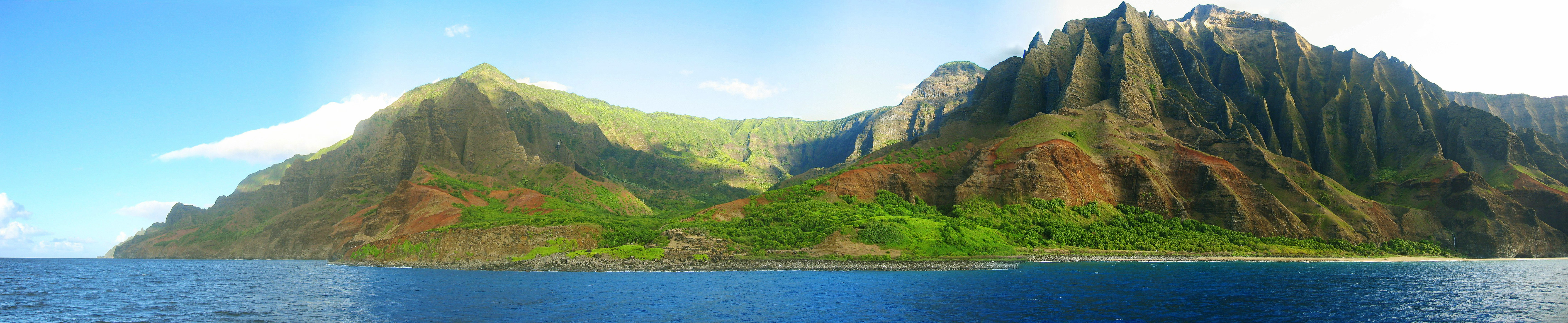
Blick vom Pazifik auf die Nā Pali-Küste mit ihren bis zu 1200 Metern aus dem Ozean aufragenden Bergen.

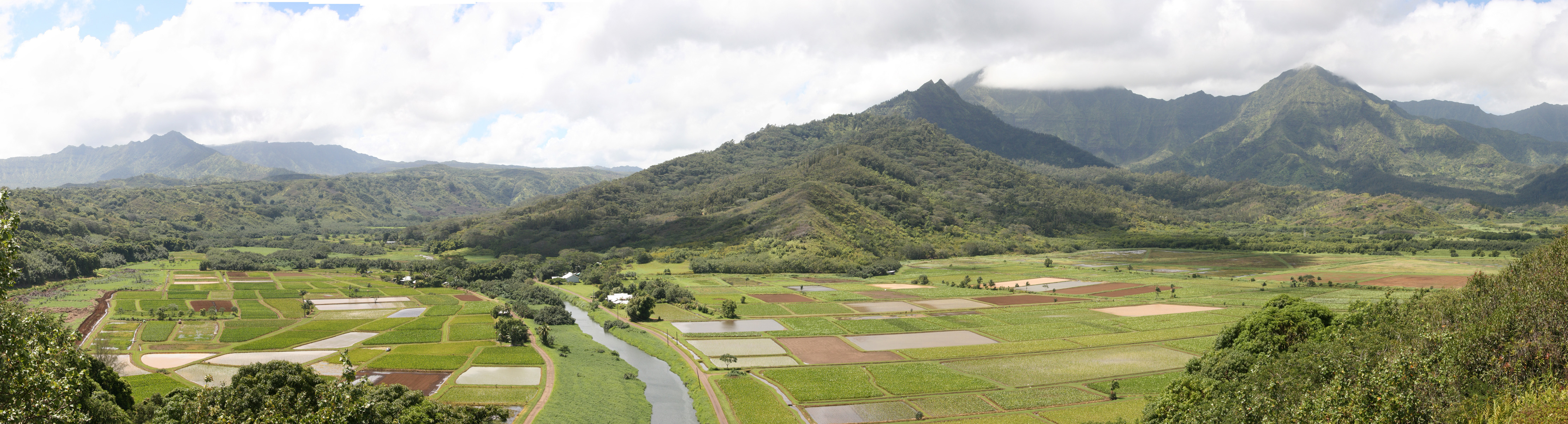
Blick in das Hanalei Tal im Norden Kauaʻi.

## Klima

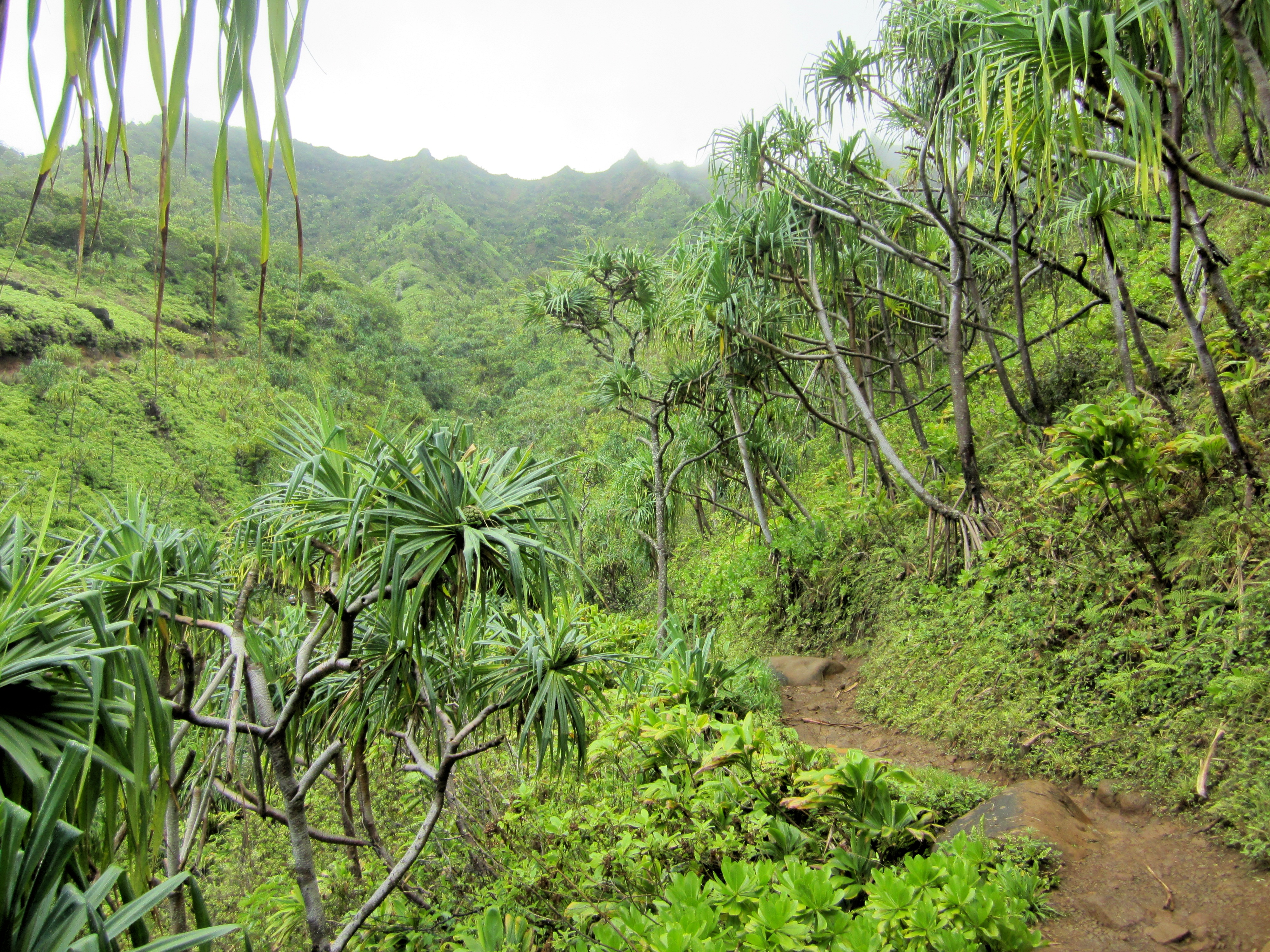
Kauaʻi gilt als die regenreichste und grünste der Hawaii-Inseln

Kauaʻi liegt, wie alle bewohnten Inseln Hawaiis, südlich des nördlichen Wendekreises und zählt damit zu den Tropen. Aufgrund der relativ kühlen nordöstlichen Passatwinde liegen die Tageshöchsttemperaturen mit 26 bis 29 °C für tropische Verhältnisse vergleichsweise niedrig. Die Temperaturen schwanken das Jahr über nur geringfügig. Insbesondere an den Nordosthängen der Berge findet sich durch den stetigen Steigungsregen tropischer Regenwald. Dagegen ist der Südwesten Kauaʻis vergleichsweise trocken, stellenweise treten Steppen- und sogar Wüstenklimate auf. Am regenreichsten sind die Wintermonate, trockener sind die Monate April bis September.

## Geschichte
Die ersten Menschen auf Kauaʻi (und den anderen Hawaii-Inseln) waren Siedler von den Marquesas-Inseln. Warum sie zwischen dem vierten und fünften Jahrhundert ihre Heimat verließen, ist nicht bekannt. Mögliche Gründe sind Überbevölkerung oder ganz einfach auch Erkundungslust.
Es wird angenommen, dass im 11. Jahrhundert eine zweite Siedlergeneration aus Tahiti folgte.
Im Januar 1778 landete James Cook zufällig auf Kauaʻi. Eigentlich war Cook auf einer Erkundungsfahrt im Rahmen seiner dritten Südseereise nach Alaska, als sein Schiff an der Südwest-Küste Kauaʻis strandete. Die Eingeborenen der Insel hielten Cook und seine Mannschaft für Götter und gaben ihnen alles, was sie benötigten. Bevor Cook Kauaʻi wieder verließ und seine Reise im Pazifik fortsetzte, besuchte er auch noch die kleine Nachbarinsel Niʻihau. Im November desselben Jahres kehrte Cook zu den Hawaii-Inseln zurück, ging diesmal aber auf der Insel Hawaii an Land. Dort kam es dann schließlich zu einem Streit mit den Eingeborenen, in dessen Verlauf Cook getötet wurde.
Als König Kamehameha I. der Große (1758–1819) im Jahre 1796 mit rund 10.000 Kriegern Kauaʻi erobern wollte, ging seine Flotte in der rauen See unter. Erst 1810 unterwarf sich der König von Kauaʻi der Herrschaft von Kamehameha I. Später kamen Missionare, an die z. B. das Gulick-Rowell House erinnert und die auch Zuckerrohrplantagen errichteten. Die Arbeitskräfte kamen gegen Ende des 19. Jahrhunderts vor allem aus den asiatischen Ländern, mehrere Hundert aber auch aus dem Deutschen Kaiserreich, die sich vorrangig in Kīlauea und Līhuʻe ansiedelten. Die letzte Zuckerernte wurde 2009 eingefahren. Beim Zensus 2020 zählte die Insel 73.160 Einwohner, die vom Anbau von Agrarprodukten wie Kaffee und tropischen Früchten sowie vorwiegend vom Tourismus leben. Bereits 1992 erzielte Kauaʻi 80 % der Einnahmen aus dem Tourismus.
Von 1969 bis 1977 bestand die Hippie-Siedlung „Taylor Camp“.

## Historische Gliederung
Kauai wird historisch in sechs Moku gegliedert, und diese weiter in ahupuaʻa. Die Moku heißen (in Reihenfolge gegen den Uhrzeigersinn, beginnend im Westen):
1. Mana = 161,1 km²
2. Kona = 493,4 km²
3. Puna = 359,8 km²
4. Koolau = 86,0 km²
5. Halelea = 235,2 km²
6. Napali = 82,6 km²

## Militär
Nördlich von Kekaha im Nordwesten der Insel unterhält das US-Militär eines der größten Raketentestgelände. Auf der Pacific Missile Range Facility (PMRF), auch Kauai Test Facility, werden dabei auch Tests für das Raketenabwehrprogramm durchgeführt, unter anderem die MIM-144 THAAD. Zudem gibt es mit dem Barking Sands Pacific Missile Range Facility Airport einen Luftwaffenstützpunkt und weiter nordöstlich einen kleinen Stützpunkt der Hawaii Air National Guard.

## Verkehr
Der Flughafen von Kauaʻi befindet sich im Hauptort Līhuʻe an der Ostküste. Von dort besteht Linienflugverkehr zu den Nachbarinseln Oahu und Maui sowie auf das Festland der Vereinigten Staaten und nach Kanada. Der Flughafen ist auch an das kleine öffentliche Busnetz Kauaʻi Bus mit neun Linien angeschlossen, das Līhuʻe mit Hanalei/Princeville im Norden und Kekaha im Südwesten täglich im Stundentakt verbindet. Fährverbindungen zu den Nachbarinseln gibt es dagegen nicht.

## Filme
- Auf der Insel wurde die Pilotfolge der Fernsehserie Gilligans Insel gedreht.
- 1976 diente die Nā Pali-Küste als Kulisse für Dino de Laurentiis’ Remake von King Kong.
- 1982 entstanden im Norden der Insel die Szenen für den Fernsehmehrteiler Die Dornenvögel, die im Film auf der Insel Matlock Island spielen.
- Seit den 1990er Jahren entstanden hier große Teile von Steven Spielbergs erfolgreicher Jurassic-Park-Reihe (1993–2001), obwohl die Handlung in Costa Rica spielt.
- Der Spielfilm Sechs Tage, sieben Nächte (1998), dessen Handlung in Französisch-Polynesien angesiedelt ist, wurde zum Großteil auf Kauaʻi gedreht.
- Der Disney-Animationsfilm Lilo & Stitch (2002) spielt auf Kauaʻi.
- 2008 wurde die Actionkomödie Tropic Thunder teilweise auf Kauaʻi gedreht.
- Der Thriller A Perfect Getaway aus dem Jahre 2009 ist auf Hawaii angesiedelt und wurde teilweise auf der Insel gedreht.
- Der Film Soul Surfer (2010) spielt auf Kauaʻi und wurde dort gedreht.
- In The Descendants – Familie und andere Angelegenheiten (2011) ist Landeigentum auf der Insel ein wichtiges Thema.

## Bildergalerie

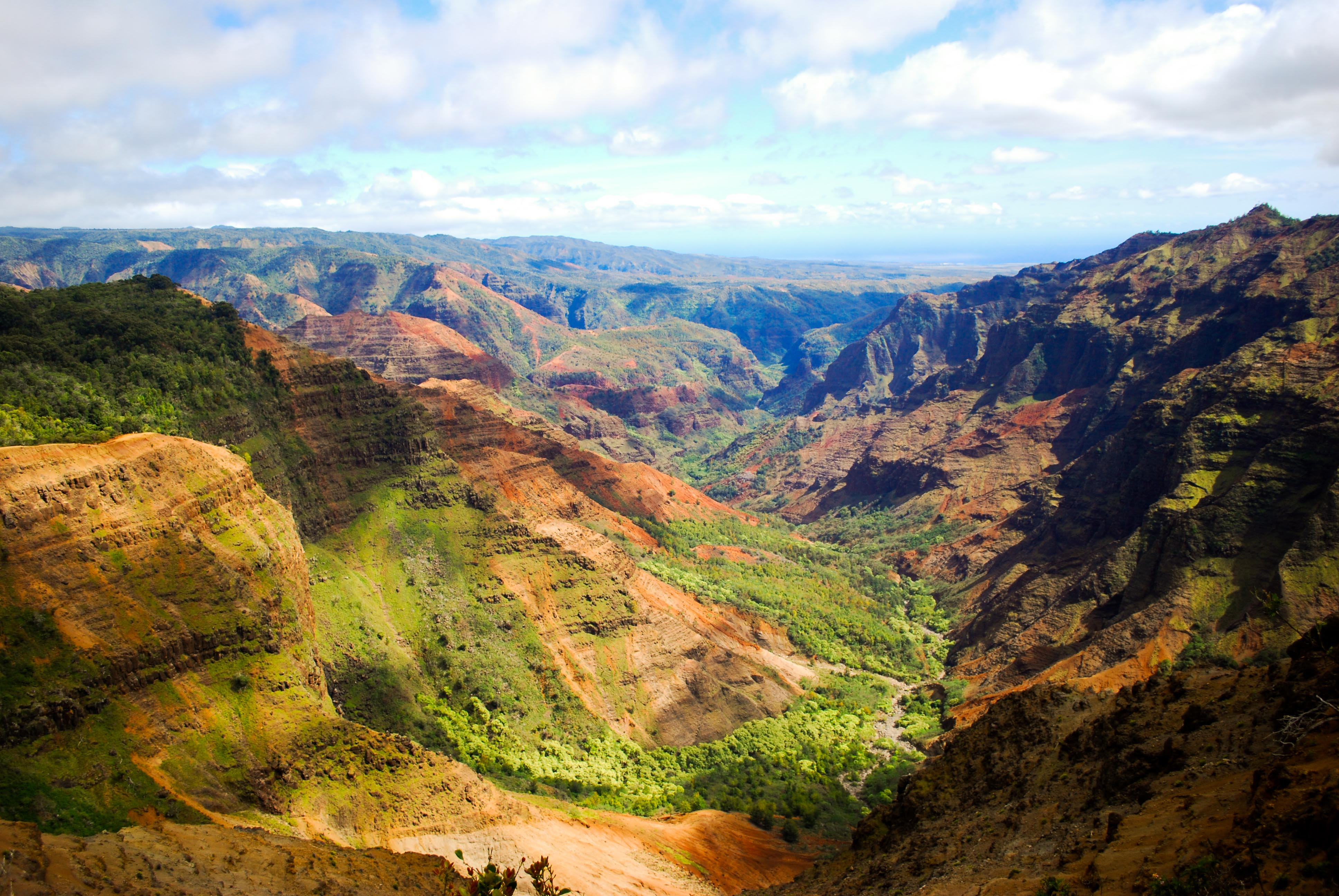
Waimea Canyon
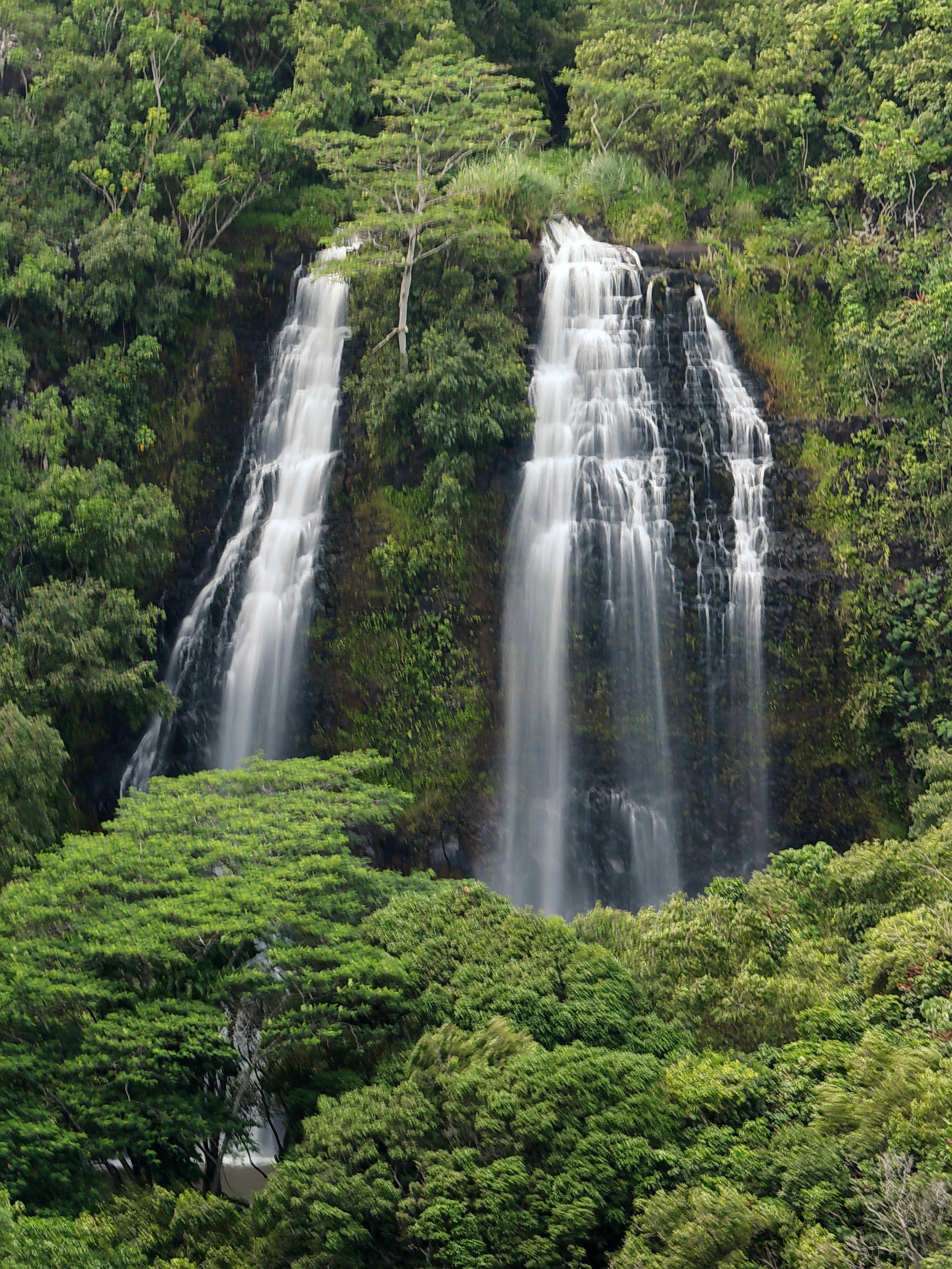
Der ʻŌpaekaʻa-Wasserfall am Highway 580
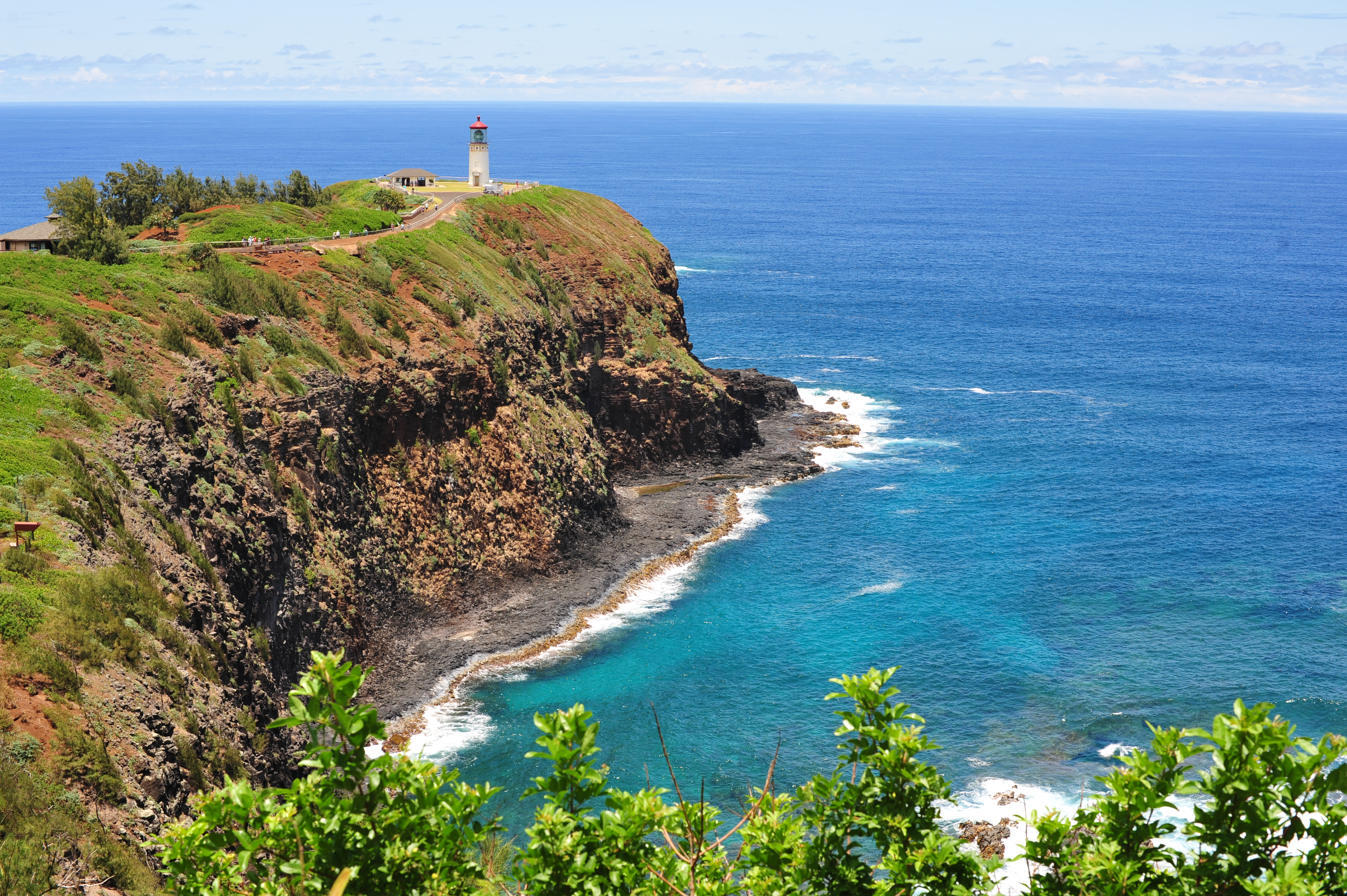
Das Kīlauea-Lighthouse
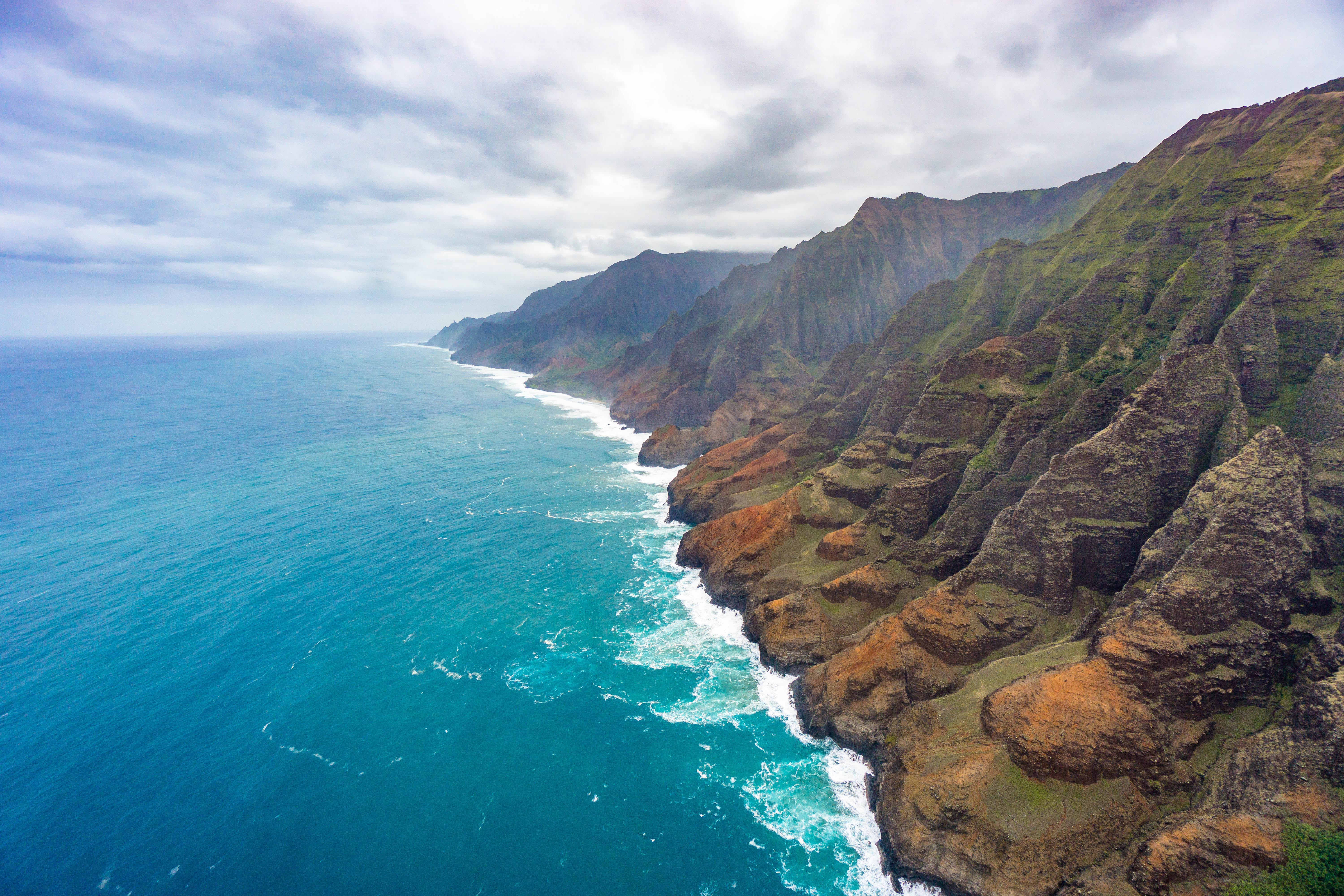
Nā Pali Coast im Norden der Insel